# Dembela
Dembela, o anche Dembella, è un comune rurale del Mali facente parte del circondario di Sikasso, nella regione omonima.
Il comune è composto da 11 nuclei abitati:
- Dembela
- Diakélé
- Fatogomabougou
- Gona
- Kessana
- Konana
- Korola
- Mébougou
- Mémissala
- Sokorola
- Tiétimbougou